# Кларк, Джеймс Майкл
Джеймс Майкл Кларк (англ. James Michael Clarke; 6 октября 1874, Бохола, Ирландия — 29 декабря 1929) — британский полицейский и перетягиватель каната, серебряный призёр летних Олимпийских игр 1908.
На Играх 1908 в Лондоне Кларк участвовал в турнире по перетягиванию каната, в котором его команда заняла второе место.